# شهرستان برونتال
شهرستان برونتال (به لاتین: Bruntál District) یک ناحیه در جمهوری چک است که در منطقه موراوی-سیلزی واقع شده‌است. شهرستان برونتال ۱٬۵۳۶٫۰۶ کیلومتر مربع مساحت و ۹۸٬۵۴۳ نفر جمعیت دارد.